# Young-Chin Mi
Young-Chin Mi (* 6. Juni 1979 in Dortmund) ist ein deutscher Badmintonspieler der RBG Dortmund. Er ist querschnittgelähmt und startet im Parabadminton in der Startklasse WH1, sowohl im Einzel als auch im Doppel und im Mixed.

## Leben
Young-Chin Mi erlitt 2005 bei einem Verkehrsunfall in Südfrankreich eine Querschnittslähmung. Er musste seine Ausbildung zum Physiotherapeuten daraufhin abbrechen und strebt den Beruf des Sozialarbeiters an. Schon vor dem Unfall war er im Fußball, Hapkido, Schwimmen und Joggen sportlich aktiv. Durch eine Internet-Recherche kam er zur RBG Dortmund, wo er seit 2008 Parabadminton spielt.
2017 startete Mi bei der Badminton-Weltmeisterschaft für Behinderte im südkoreanischen Ulsan im Einzel und erreichte das Viertelfinale. 
Bei der Badminton-Europameisterschaft für Behinderte in Rodez erreichte er 2018 im Einzel, im Doppel mit Rick Hellmann und im Mixed mit seiner Lebensgefährtin Valeska Knoblauch jeweils den dritten Platz. Im August 2019 konnte Mi mit Valeska Knoblauch bei der Weltmeisterschaft in Basel die Bronzemedaille im Mixed erkämpfen. Im Einzel und im Doppel erreichte er das Viertelfinale. Er nahm an den Sommer-Paralympics 2020 teil, bei denen erstmals Badminton-Wettbewerbe im Programm waren.